# Mixornis
A Mixornis a madarak (Aves) osztályának verébalakúak (Passeriformes) rendjébe, ezen belül a timáliafélék (Timaliidae) családjába tartozó nem.  A nem besorolása vitatott, egyes szervezetek a Macronus nembe helyezik ezeket a fajokat is.

## Rendszerezésük
A nemet Edward Blyth angol zoológus írta le 1842-ben, az alábbi fajok tartoznak ide:
- csíkostorkú lombtimália (Mixornis gularis[1] vagy Macronus gularis)[2]
- Mixornis flavicollis[1] vagy Macronus flavicollis[2]
- Mixornis kelleyi[1] vagy Macronus kelleyi[2]
- Mixornis bornensis[1] vagy Macronus bornensis[2]

## Előfordulásuk
Dél- és Délkelet-Ázsia területén honosak. Természetes élőhelyeik a szubtrópusi vagy trópusi erdők és cserjések, valamint emberi környezet. Állandó, nem vonuló fajok.

## Megjelenésük
Testhosszuk 11-14 centiméter közötti.